# 丹尼尔·卡韦尔扎斯基
丹尼尔·哈维尔·卡维尔扎斯基·阿索拉（Daniel Javier Caverzaschi Arzola，1993年7月11日—），西班牙男子轮椅网球运动员。他参加了2012年伦敦残奥会、2016年里约残奥会、和2020年东京残奥会和2024年巴黎残奥会的轮椅网球比赛。在2024年他与马丁·德拉普恩特获得轮椅网球男子双打铜牌。
卡韦尔扎斯基于1993年7月11日出生于马德里，右腿从膝盖以下的大部分都缺失了。 直到他两岁时，他的家人一直住在西班牙。“因为他父亲的工作”，他们在接下来的八年里搬到了美国。他童年的大部分时间都在迈阿密度过，只有一年是在芝加哥度过的。
卡韦尔扎斯基毕业于英国考文垂的华威大学经济学专业。在那里，他师从马特·托马斯（Matt Thomas）教练。现在，他分别在巴塞罗那和马德里训练。他得到沃达丰、马德里网球联合会（Madrid Tennis Federation）和他的“马德里老学校（old school in Madrid）”兰尼米德学院的赞助，为他提供经济支持。除了体育，他的目标是成为一名銀行家。
卡韦尔扎斯基是一名左撇子轮椅网球运动员，他12岁时开始参与这项运动。2008年，他被描述为西班牙轮椅网球界的新星。
2020年东京残奥会期间，他成为第一位进入单打八强的西班牙残奥会网球运动员。巴黎残奥会上他与搭档马丁·德拉普恩特搭档首次代表西班牙残奥会网球队进入双打半决赛。他们在男子双打比赛中获得铜牌后，为西班牙赢得了轮椅网球项目上的第一枚奖牌。